# فلبيني فلسر
فلبيني فلسر (بالألمانية: Philippine Welser)‏ تزوجت زواج مرغنطي من الأرشيدوق النمساوي فرديناند الثاني وقد حصلت على لقب بارونة. ولدت في اوغسبورغ. كانت عائلتها، عائلة فلسر القاطنين في مدينة أوغسبورغ، تجارًا وممولين من ذوي الأهمية الأوروبية والثروة العظيمة. كان والدها فرانز (فريدريش) فلسر (1497-1572) وكانت والدتها آنا أدلر (1507-1572). أخذها عمها بارثولوميوس فلسر كضمان للحصول على قرض من ملك إسبانيا في عام 1528، وبالتالي أصبحت عائلتها حاكمة للمستعمرة. كانت مشهورة بجمالها وعلمها منذ نعومة أظافرها. توفيت في مدينة إنسبروك النمساوية.